# Gearbox Software
Gearbox Software är ett spelföretag baserat i Plano, Texas. Företaget bildades i januari 1999 och är mest känt för datorspel som Brothers in Arms: Road to Hill 30, Half-Life-expansionspaketen Opposing Force, Blue Shift och Borderlands. På PAX-mässan 2010 avslöjades det att Gearbox fortsatt utveckla Duke Nukem Forever sedan projektet övergivits av 3D Realms efter 12 år, och släpptes av Take Two Interactive i juni 2011.